# Lincoln Henrique Oliveira dos Santos
Lincoln Henrique Oliveira dos Santos (Porto Alegre, 7 de noviembre de 1998), más conocido como Lincoln, es un futbolista brasileño que juega como centrocampista en el Fenerbahçe S. K. de la Superliga de Turquía.

## Trayectoria

### Grêmio Foot-Ball Porto Alegrense
En el año 2007 Lincoln se integró a las categorías formativas de Grêmio. Debido a sus cualidades demostradas, en el 2012 fue un grupo inversionista a su casa y firmaron un contrato con su familia, por lo que mejoró su calidad de vida.
El 18 de agosto de 2014 tuvo la posibilidad de entrenar junto a los profesionales. Llamó la atención del técnico Luiz Felipe Scolari, de inmediato intentó ascender al juvenil de 15 años y que entrene con los mayores, pero debido a que no tenía contrato firmado no podía practicar sin garantías. Continuó en las formativas hasta que el 10 de diciembre firmó su contrato como profesional, con 16 años cumplidos hace un mes, por 3 años, hasta 2017.
Fue ascendido al plantel principal para realizar la pretemporada a comienzos del año siguiente.
Debutó como profesional el 31 de enero de 2015 en la fecha 1 del Campeonato Gaúcho, su rival fue União Frederiquense, a pesar de ser su primer encuentro, lo jugó como titular y ganaron 3 a 0. Lincoln debutó con 16 años y 85 días.
Tuvo sus primeros minutos en la Copa de Brasil el 15 de abril, ingresó al minuto 78 para enfrentar a Campinense, ya en tiempo cumplido Lincoln anotó su primer gol oficial y ganaron 2 a 0.
El 10 de mayo jugó por primera vez en la máxima categoría, la Serie A, debutó en la fecha 1 como titular con la camiseta número 10 y empataron 3 a 3 contra Ponte Preta.

## Selección nacional
Lincoln ha sido internacional con la selección de Brasil en las categorías juveniles sub-15 y sub-17.
Disputó el Campeonato Sudamericano Sub-15 de 2013 que se realizó en Bolivia.
Fue convocado para jugar el Campeonato Sudamericano Sub-17 de 2015 en Paraguay con Brasil, tuvieron una fase de grupos irregular, ganaron 2 partidos, empataron uno y perdieron el restante, pero fue suficiente para clasificar al hexagonal final. De los 5 partidos que se disputaron en la fase final, ganaron 3 partidos, perdieron 2 y se consagraron campeones con 9 puntos. Lincoln anotó 2 goles en los 8 partidos que disputó, todos como titular, usó el dorsal número 17.
El 2 de octubre de 2015 fue seleccionado por Carlos Amadeu para disputar el Mundial sub-17 en Chile. Le fue adjudicado el dorsal número 11 y la capitanía del equipo.
Debutó a nivel mundial el 18 de octubre, fue titular contra Corea del Sur pero perdieron 1 a 0. En el segundo encuentro del grupo, el 20 de octubre, se enfrentaron a Inglaterra, esta vez ganaron 1 a 0 con gol de Leandrinho. Finalizaron la primera fase contra Guinea, anotó un gol a los 15 minutos de penal, brindó el pase del segundo tanto, pero fue expulsado antes de terminar el primer tiempo, finalmente ganaron 3 a 1 y clasificaron a la siguiente ronda. En cuartos de final, su rival fue Nigeria, quien posteriormente se coronaría campeón, por lo que perdieron 3 a 0 y quedaron eliminados.

### Participaciones en categorías inferiores
| Competición                            | Sede     | Resultado        | Partidos | Goles |
| -------------------------------------- | -------- | ---------------- | -------- | ----- |
| Campeonato Sudamericano Sub-15 de 2013 | Bolivia  | Fase de grupos   | 4        | 0     |
| Campeonato Sudamericano Sub-17 de 2015 | Paraguay | Campeón          | 8        | 2     |
| Copa Mundial Sub-17 de 2015            | Chile    | Cuartos de final | 4        | 1     |

## Estadísticas
Actualizado al 3 de mayo de 2025.
| Grêmio · Brasil | 1.ª           | 2015          | 2   | 0  | 8  | 0 | 1  | 1 | ―  | ― | 11  | 1  |
| Grêmio · Brasil | 1.ª           | 2016          | 10  | 0  | 14 | 3 | 0  | 0 | 5  | 1 | 29  | 4  |
| Grêmio · Brasil | 1.ª           | 2017          | 8   | 0  | 10 | 0 | 1  | 0 | 2  | 0 | 21  | 0  |
| Çaykur Rizespor Turquía | 2.ª           | 2017-18       | 18  | 3  | ―  | ― | 2  | 0 | ―  | ― | 20  | 3  |
| Çaykur Rizespor Turquía | Total club    | Total club    | 18  | 3  | 0  | 0 | 2  | 0 | 0  | 0 | 20  | 3  |
| Grêmio · Brasil | 1.ª           | 2018          | 1   | 0  | ―  | ― | 0  | 0 | 0  | 0 | 1   | 0  |
| América Mineiro · Brasil | 1.ª           | 2018          | 3   | 0  | ―  | ― | ―  | ― | ―  | ― | 3   | 0  |
| América Mineiro · Brasil | Total club    | Total club    | 3   | 0  | 0  | 0 | 0  | 0 | 0  | 0 | 3   | 0  |
| Grêmio · Brasil | 1.ª           | 2019          | 0   | 0  | 2  | 0 | 0  | 0 | 0  | 0 | 2   | 0  |
| Grêmio · Brasil | Total club    | Total club    | 21  | 0  | 34 | 3 | 2  | 1 | 7  | 1 | 64  | 5  |
| C. D. Santa Clara Portugal | 1.ª           | 2019-20       | 30  | 1  | ―  | ― | 4  | 0 | ―  | ― | 34  | 1  |
| C. D. Santa Clara Portugal | 1.ª           | 2020-21       | 30  | 1  | ―  | ― | 2  | 0 | ―  | ― | 32  | 1  |
| C. D. Santa Clara Portugal | 1.ª           | 2021-22       | 32  | 5  | ―  | ― | 6  | 2 | 6  | 0 | 44  | 7  |
| C. D. Santa Clara Portugal | Total club    | Total club    | 92  | 7  | 0  | 0 | 12 | 2 | 6  | 0 | 110 | 9  |
| Fenerbahçe S. K. Turquía | 1.ª           | 2022-23       | 21  | 0  | ―  | ― | 2  | 0 | 12 | 2 | 35  | 2  |
| Fenerbahçe S. K. Turquía | 1.ª           | 2023-24       | 0   | 0  | ―  | ― | 1  | 1 | 0  | 0 | 1   | 1  |
| Fenerbahçe S. K. Turquía | Total club    | Total club    | 21  | 0  | 0  | 0 | 3  | 1 | 12 | 2 | 36  | 3  |
| Red Bull Bragantino · Brasil | 1.ª           | 2024          | 28  | 3  | 6  | 0 | 4  | 0 | 11 | 2 | 49  | 5  |
| Red Bull Bragantino · Brasil | Total club    | Total club    | 28  | 3  | 6  | 0 | 4  | 0 | 11 | 2 | 49  | 5  |
| Hull City A. F. C. Inglaterra | 2.ª           | 2024-25       | 11  | 0  | ―  | ― | ―  | ― | ―  | ― | 11  | 0  |
| Hull City A. F. C. Inglaterra | Total club    | Total club    | 11  | 0  | 0  | 0 | 0  | 0 | 0  | 0 | 11  | 0  |
| Total carrera | Total carrera | Total carrera | 194 | 13 | 40 | 3 | 23 | 4 | 36 | 5 | 293 | 25 |
| (1)Incluidos los datos de la Copa de Brasil (2015, 2016, 2017, 2024), Copa de Turquía (2017-18, 2022-23, 2023-24), Copa de Portugal (2019-20, 2020-21, 2021-22), Copa de la Liga de Portugal (2019-20, 2021-22). (2)Incluidos los datos de la Copa Libertadores (2016, 2017, 2024), Copa Sudamericana (2024), Liga Europa Conferencia de la UEFA (2021-22), Liga de Campeones de la UEFA (2022-23), Liga Europa de la UEFA (2022-23). |               |               |     |    |    |   |    |   |    |   |     |    |

## Palmarés

### Títulos nacionales
| Título          | Club             | País    | Año  |
| --------------- | ---------------- | ------- | ---- |
| Copa de Brasil  | Grêmio           | Brasil  | 2016 |
| Copa de Turquía | Fenerbahçe S. K. | Turquía | 2023 |

### Títulos internacionales
| Título                         | Club (*)            | País     | Año  |
| ------------------------------ | ------------------- | -------- | ---- |
| Campeonato Sudamericano Sub-17 | Selección de Brasil | Paraguay | 2015 |
| Copa Libertadores              | Grêmio              | Brasil   | 2017 |

(*) Incluyendo la selección.

### Distinciones individuales
| Distinción                                                                     | Año  |
| ------------------------------------------------------------------------------ | ---- |
| Parte de los 50 mejores jugadores del mundo para The Guardian (categoría 1998) | 2015 |
| Parte de los 50 mejores futbolistas sub-18 del mundo según medio Goal.com      | 2016 |